# Klášter Jablonné v Podještědí
Klášter v Jablonném v Podještědí v severních Čechách v okrese Liberec je barokní stavba s hodnotnou poutní bazilikou sv. Vavřince a sv. Zdislavy. Dodnes v něm žije malá komunita příslušníků katolického řeholního řádu dominikánů.

## Historie

### Vletech 1250-1415

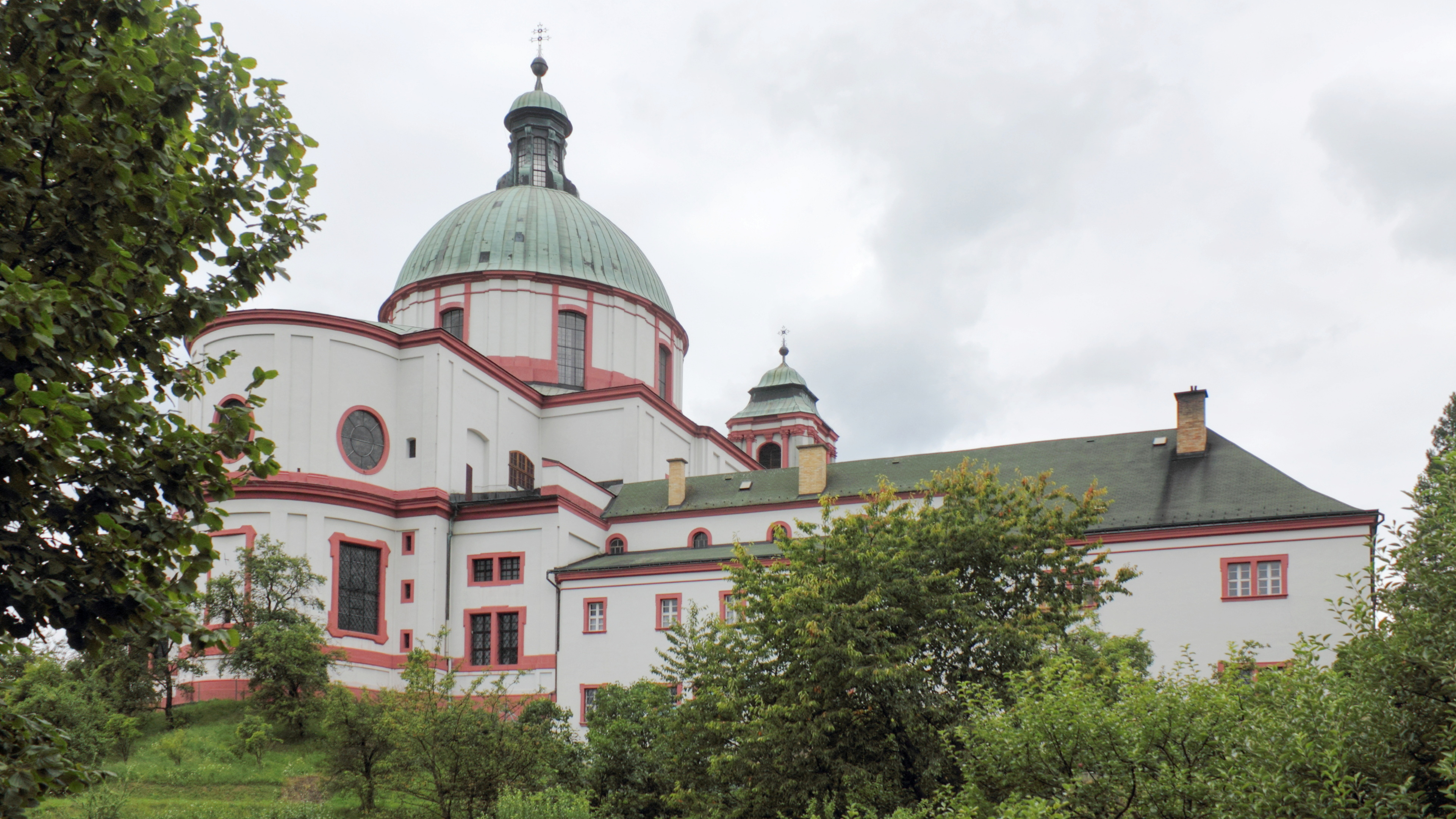
Klášter v Jablonném

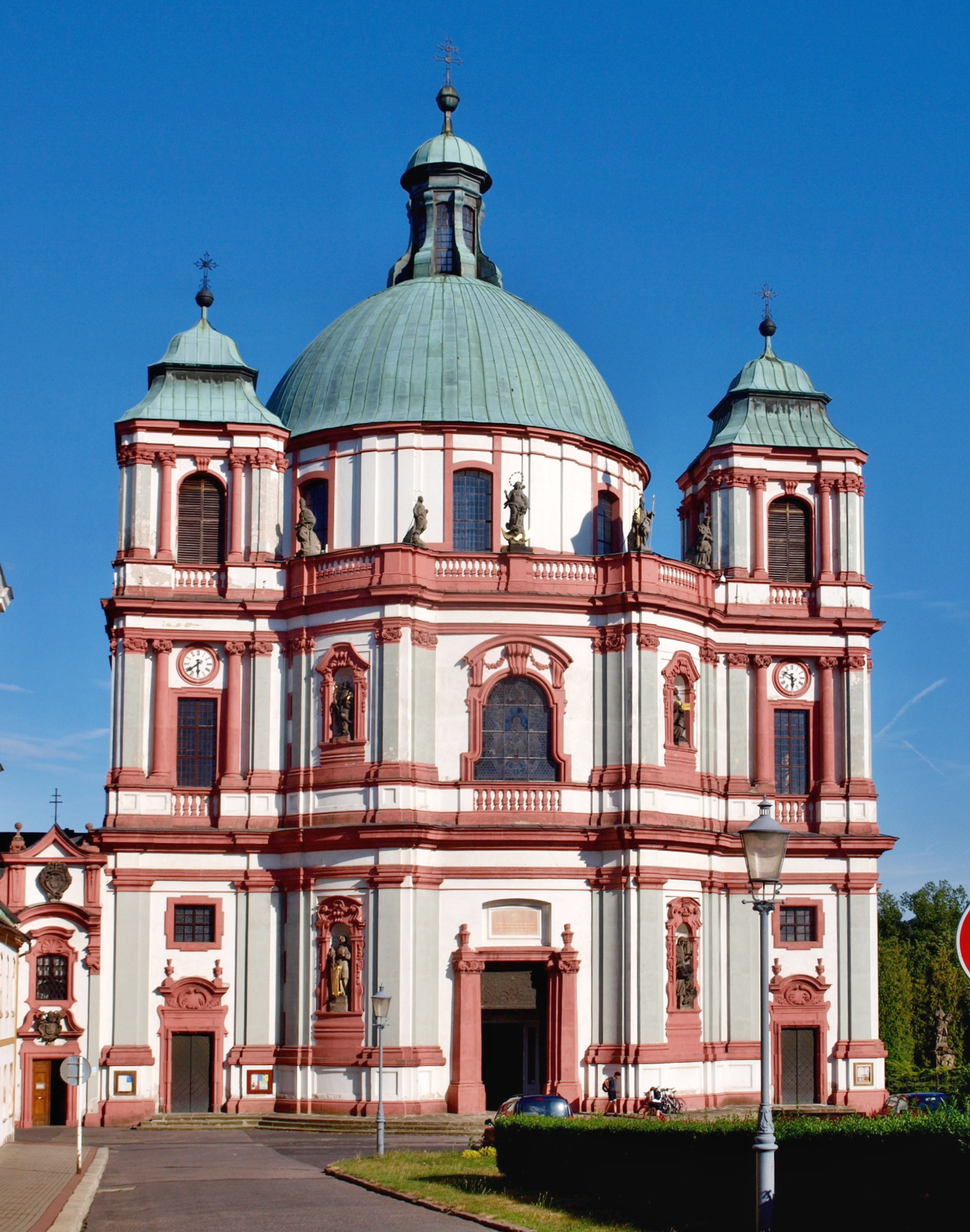
Basilica minor

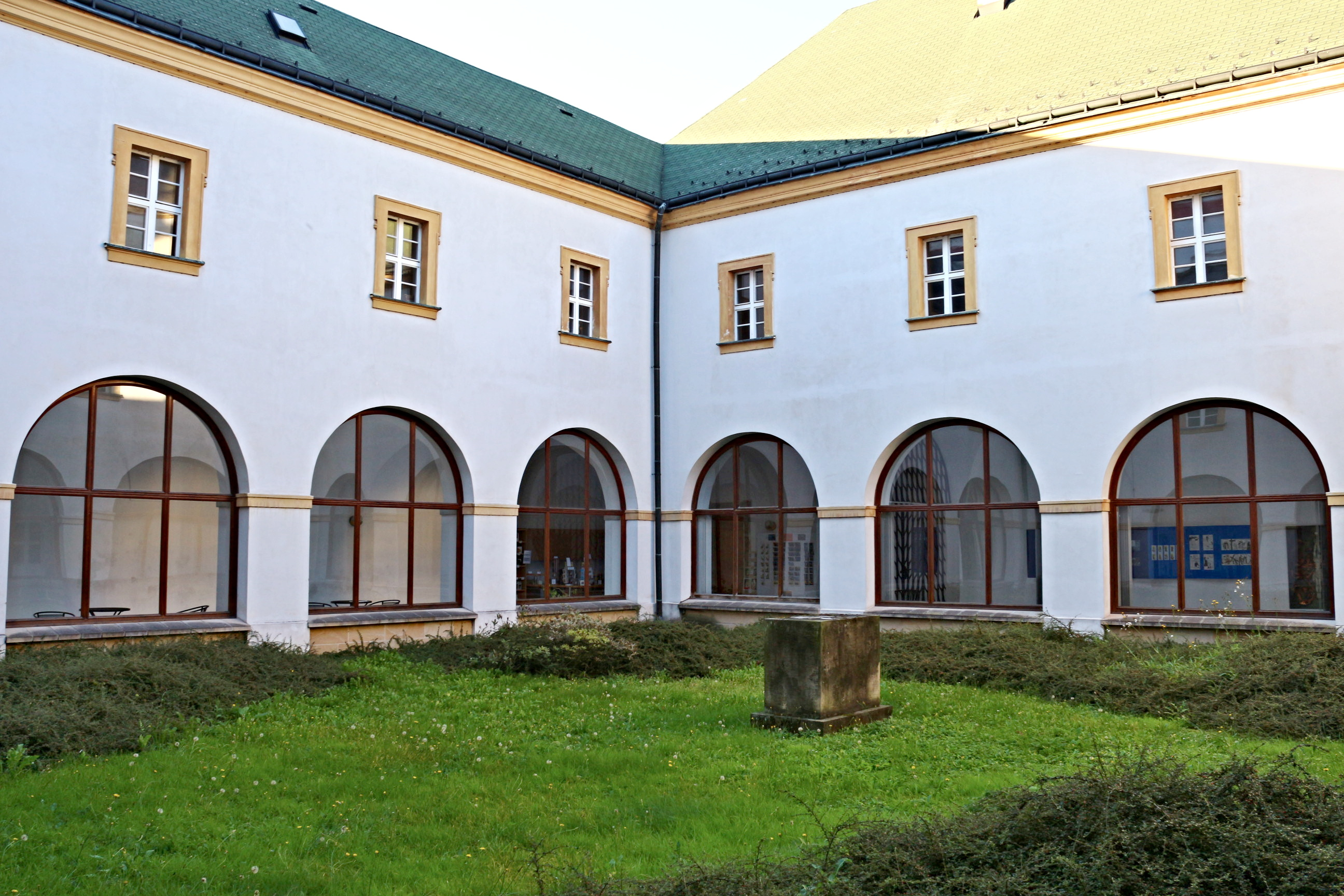
Rajský dvůr kláštera

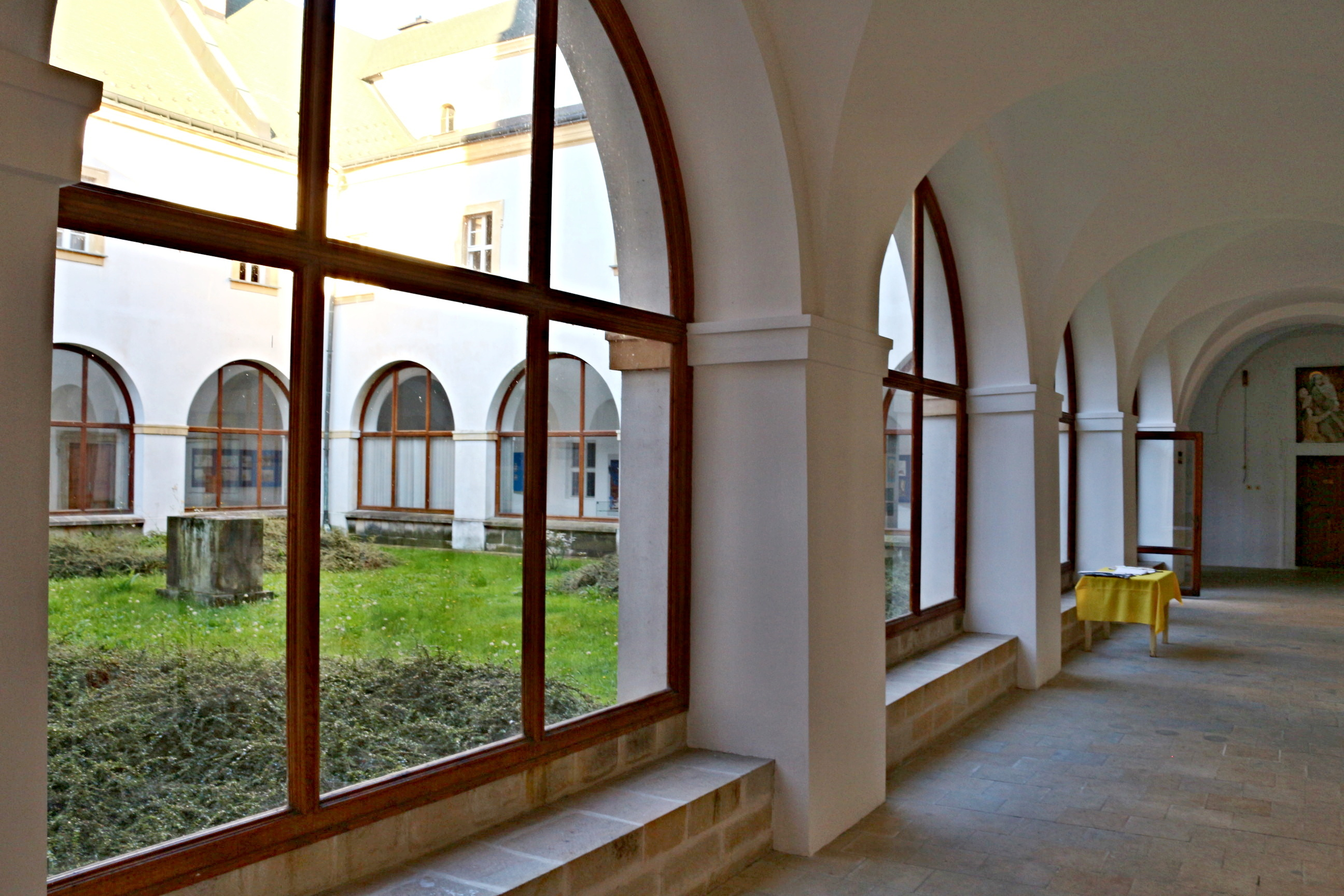
Ambit kláštera

Klášter vznikl kolem roku 1250 a u jeho zrodu stál Havel z Markvartic a jeho manželka Zdislava z Lemberka, později prohlášená za svatou. V kostele sv. Vavřince byla pak tato vynikající žena a matka, paní Zdislava, pohřbena. Pravděpodobně její zásluhou vznikl i dominikánský konvent v Turnově roku 1250. První řeholníci přišli do Jablonného patrně z Brna nebo z Kolína nad Rýnem.
Ještě roku 1252 se staví klášterní budovy a papežský subdelegát a kardinál dominikán Gerhard z Vrorzheimu udělil plnomocné odpustky všem, kteří přispějí bratřím kazatelům v Jablonném, snažícím se „claustrum suum cum officinis suis usibus opportunis edificare“. Tento klášter zbudovaný „dílem nákladným“ se těšil trvalé podpoře rodu Vartenberků, kteří mu věnovali četné nadace. Budova konventu byla dokončena zřejmě již kolem roku 1269, neb se zde toho roku konala provinční kapitula česko-polské dominikánské provincie.
V původním kostele se choval milostný obraz Panny Marie, který se stal brzy cílem četných poutníků. Zpráva z roku 1389 mluví o deseti řeholnících v konventu a jejich převorovi P. Petru Ilerovi. Klášter měl čilé styky s Lužicí a zvláště pak se Žitavou. O dalších osudech kláštera jsme zpraveni jen nedostatečně. Roku 1402 získal klášter tzv. janovský les, o nějž měl později konvent svést spor. Roku 1415 věnoval Jindřich Berka z Dubé na Housce klášteru 13 kop grošů ročních úroků.

### Husitské nepokoje
Když vypukly husitské války, ukryl klášter své cennosti v Žitavě. Roku 1425 byl klášter i s městečkem Jablonné husity, kteří v rámci "božích bojů" bojovali proti svým ideovým odpůrcům, skutečně napaden a zničen. Alespoň část dominikánů se zachránila útěkem a brzy se opět vrátila. Roku 1430 odkázal Jarek z Pecky roční důchod 20 kop grošů na opravu budov a oděvy mnichů. Berkové z Dubé dále podporovali klášter v Jablonném jehož byli patrony. V listopadu roku 1431 byly ukryté věci ze Žitavy vráceny do kláštera.

### 16. století
Roku 1508 získal konvent koupí tři dvory na panství Lemberk a roku 1510 byl opět, ovšem velice skromně, neb stavebním materiálem bylo dřevo a hlína, vystavěn konvent i kostel sv. Vavřince patrně s rychle se šířící úctou ke sv. Zdislavě odpočívající v kostelní kryptě. Začínají sem putovat četná procesí k jejímu hrobu. Zdejší klášter převzal v Jablonném také duchovní správu.
I když se větev Berků z Dubé držící Jablonné chovala za reformace obojetně, dominikánský klášter se udržel, ale ztratil roku 1579 administraci fary ve městě. Katolíci byli od té doby omezeni již jen na klášterní kostel. Roku 1594 se dokonce zdejší převor Pavel Landtmann v České Lípě oženil. Týž rok byl klášter vizitován a shledán ve špatném morálním i ekonomickém stavu. Přesto však přestál i toto své úpadkové období. Roku 1596 byl upraven Zdislavin hrob a pořízena u něj železná mřížka. Koncem 16. století se šíří zásluhou Bertholda Pontana, rodáka z Mostu, svatovítského kanovníka a básníka, úcta ke sv. Zdislavě po celé zemi.

### 17. a 18. století
V roce 1683 začala zásadní obnova, která však musela být kvůli nedostatku prostředků (dominikáni jsou žebravý řád) několikráte zastavena. V 17. století se úcta ke sv. Zdislavě dále šířila. Roku 1677 podává relace jablonského faráře důkazy o úctě ke sv. Zdislavě. Dominikáni se proto rozhodli svůj konvent rozšířit a v letech 1683-1696 byl klášter postupně zcela přestavěn. Začínají se pak množit žádosti o blahořečení Zdislavy. Poslední člen rodu Berků z Dubé František Antonín (1647-1705) dává vypracovat plány pro nový kostel sv. Vavřince Janu Lucasovi Hildebrandtovi. Dřevěný model stál prý 1 200 zlatých a za vzor sloužila římská bazilika sv. Petra. Vlastní stavbu provedl Petr Bianco z Litoměřic (do roku 1708) a pak Domenico Perini, který v útvaru kupole pozměnil původní plán. Kostel sv. Vavřince byl vysvěcen až roku 1729.
Je třeba se zmínit také o tom, že klášter a kostel roku 1710 vyhořel, ale ve stavbě se pokračovalo zásluhou sestry posledního Berky, Františky Rozalie provdané Kinské. V 18. století byla klášterní komunita dosti četná a souviselo to zejména s rostoucí oblibou tohoto poutního místa. Roku 1773 zde žilo 11 kněží a dva bratři-laici. Roku 1785 však rozhodl císař Josef II. o zrušení tohoto proslulého kláštera. Když roku 1788 Jablonné vyhořelo, stal se klášterní kostel sv. Vavřince kostelem farním (došlo ke změně jeho statutu). Dominikáni se v duchovní správě v Jablonném udrželi až do roku 1810.
Roku 1907 byla Zdislava prohlášena za blahoslavenou.

### V letech 1945-1989
Dominikánský řád pak dlouho usiloval, aby v Jablonném, kde jsou uloženy tělesné ostatky Zdislavy, členky III. řádu, byl klášter obnoven. To se podařilo až po druhé světové válce, kdy byl v roce 1945 klášter nakrátko obnoven. V roce 1950 byl klášter násilně uzavřen v rámci neblaze proslulé „Akce K“ a duchovní správu převzalo diecézní kněžstvo litoměřické diecéze.
V období politického uvolnění v roce 1968 se v Jablonném vytvořila poloilegální dominikánská komunita, jejímž srdcem byl P. Jindřich Gajzler OP († 25. srpna 2000).

### Po roce 1989
Po roce 1989 se dominikáni do Jablonného vrátili. Klášter osídlila tříčlenná komunita, kterou v roce 2014 tvořili:
- P. Augustin Prokop OP - představený řeholního domu
- P. Pavel Mayer OP
- P. Angelik Mička OP

Bratři se vedle Jablonného starají o farnost Jítrava s filiálkami Zdislava a Rynoltice a farnost Žibřidice. Jeden z bratří též zajišťuje katolickou duchovní péči ve věznici ve Stráži pod Ralskem, další se věnuje duchovní správě komunity bývalých narkomanů na někdejší faře v Žibřidicích.

## Současnost

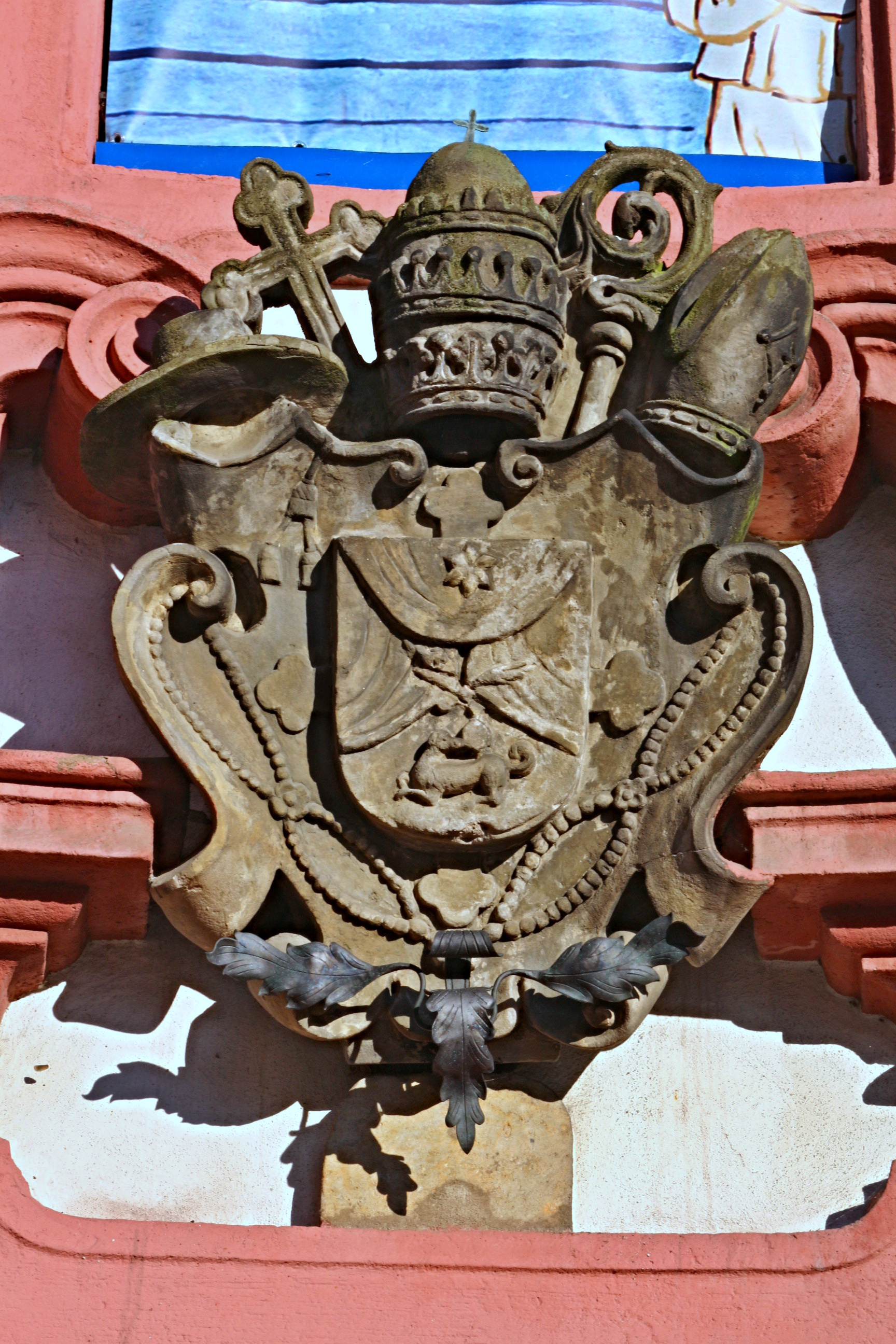
Erb nad vstupem do kláštera

Dne 21. května 1995 byla paní Zdislava svatořečena papežem Janem Pavlem II. a 24. října 2000 ji týž papež prohlásil za hlavní patronku litoměřické diecéze.
Při jablonském klášteře funguje celá řada dalších aktivit. V budově kláštera se konají pravidelná setkání dominikánských terciářů, vyučuje se náboženství a místní „Centrum svaté Zdislavy“ nabízí ubytování rodinám pro duchovní pobyty.

## Katakomby
Pod basilikou minor se nacházejí tzv. katakomby. Jde o soustavu krypt a chodeb. Čítá nejspíše 3 patra, která sahají přibližně do hloubky 39 metrů. Dnes je přístupné pouze patro první, a to z důvodu, že není znám do dalších dvou pater vchod. V tomto patře se také nachází krypta sv. Zdislavy, rakev Františka Antonína Berky z Dubé (hlavního mecenáše této stavby), krypta Pachtů z Rájova, dělníci, kteří zemřeli při stavbě chrámu, malá rakev dráteníčka a v neposlední řadě krypta dominikánů, do které není běžný přístup a to z důvodu pietních.
Katakomby v roce 1981 zkoumala StB, pro podezření, že v podzemních prostorách je z dob války ukryt nacistický archiv. Během této tzv. Akce Kostel nebylo nic nalezeno. Vrtané sondy se dostaly až na spodní vodu. Jediným výsledkem celé akce bylo značné poškození prostor katakomb. Dnes jsou katakomby přístupné pouze ve výjimečných případech.